# Hiroshige
Pour les articles homonymes, voir Utagawa.
Utagawa Hiroshige (歌川広重), dont le nom de naissance est Andō Tokutarō (安藤徳太郎), né en 1797 à Edo et mort le 12 octobre 1858 à Edo, est un dessinateur, graveur et peintre japonais. Il se distingue par des séries d'estampes sur le mont Fuji et sur Edo (actuel Tōkyō), dessinant de façon évocatrice les paysages et l'atmosphère de la ville, en reprenant les instants de la vie quotidienne de la ville avant sa transformation à l'ère Meiji (1868-1912).
Auteur prolifique, actif entre 1818 et 1858, il crée une œuvre constituée de plus de 5 400 estampes.
Il est avec Hokusai, avec qui on le compare souvent — pour les opposer — l'un des derniers très grands noms de l’ukiyo-e et, en particulier, de l'estampe de paysage, qu'il aura menée à un sommet inégalé avant le déclin de la xylographie au Japon.
Ses séries les plus connues, les Cent vues d'Edo, Les Soixante-neuf Stations du Kiso Kaidō et surtout Les Cinquante-trois Stations du Tōkaidō, rivalisent en notoriété avec la célèbre série de Hokusai, les Trente-six Vues du mont Fuji (dont fait partie ce qui est sans doute l'estampe japonaise la plus connue, La Grande Vague de Kanagawa).
Le style d'Hiroshige est cependant bien différent de celui d'Hokusai.
Hiroshige se fait l'humble interprète de la nature, qui, à l'aide des moyens frustes de la gravure sur bois, sait exprimer comme à travers « une fenêtre enchantée » les délicates transparences de l'atmosphère au fil des saisons, dans des paysages où l'homme est toujours présent. La composition de ses œuvres est saisissante, caractérisée par une maîtrise subtile des couleurs franches — avec une dominante du vert et du bleu. Son sens du premier plan sera repris plus tard par Degas, et on le retrouvera en photographie.
Peu après la réouverture forcée du Japon aux échanges avec l'Occident, c'est principalement à travers l'œuvre d'Hiroshige que le monde découvre vers 1870 l'étonnante originalité des arts graphiques dans ce pays. Le japonisme aura une influence déterminante sur les peintres impressionnistes et ensuite sur l'Art nouveau.

## Les divers noms d'Hiroshige
Les artistes japonais de l’ukiyo-e utilisent en général plusieurs noms au cours de leur vie. Le peintre Hokusai en est sans doute l'exemple le plus connu, lui qui utilisera plus de cinquante-cinq noms différents tout au long de sa vie, changeant de nom d'artiste à chaque nouvelle œuvre importante.
Dans le cas d'Hiroshige, il utilise tout d'abord son véritable nom, Andō Tokutaro (où Andō est le nom de famille), fils de Andō Genuemon. Puis, comme il est d'usage[Lequel ?], il change plus tard de prénom, pour prendre celui de Jūemon.
Utagawa Hiroshige est ensuite le nom qu'il reçoit en 1812, un an seulement après avoir rejoint l'école Utagawa en tant qu'élève d'Utagawa Toyohiro, pour y prendre le nom d'artiste Hiroshige. Ce nom d’Hiroshige, sous lequel il passera à la postérité, est formé du second caractère, Hiro, du nom de son maître Toyohiro, suivi par la « lecture alternative », Shige du premier caractère Jū de son prénom Jūemon.
Mais il reçoit à cette époque une sorte de nom d'atelier, Ichiyūsai, qu'il modifiera en 1830-1831 en en changeant l'une des syllabes, pour prendre le nom de Ichiryūsai, comme son maître Toyohiro. Il abrégera parfois plus tard ce nom en Ryūsai. Ichiryūsai est le nom qu'il utilise notamment pour ses Vues célèbres de la capitale de l'Est.
Enfin, comme c'est la tradition pour l'élève le plus talentueux d'un atelier, il reprend le nom de son maître à la mort de celui-ci, et utilise donc aussi le nom de Toyohiro II.
Ces « jeux » sur les noms au sein d'une école témoignaient à la fois de la volonté de perpétuer le nom du maître, de lui rendre hommage tout en faisant montre d'humilité à son égard (en retenant le second caractère de son nom plutôt que le premier). Enfin, on utilisait chaque nouveau nom comme un programme que l'on pouvait modifier en fonction des différentes périodes de sa vie, ce qui était de bon augure.

## Biographie

### Les débuts
Les éléments relatifs à sa biographie avant son entrée à l'atelier de Toyohiro sont à prendre avec précaution, les diverses biographies disponibles présentant des versions légèrement différentes.
Utagawa Hiroshige, de son vrai nom Andō Tokutaro, naît dans la caserne de pompiers de Yayosugashi, à Edo. Son père Andō Genuemon, samouraï de rang inférieur, y était officier de brigade, charge héréditaire de pompiers. La caserne était située dans l'actuel quartier de Marunouchi, et était chargée de la surveillance du château du shogun Tokugawa et de son gouvernement, qui en était voisin. Ces hommes du feu, comme on les appelle avec respect, s'adonnent en dehors des heures de services aux délices raffinés de la cérémonie du thé et composent des vers dans des clubs de poésie très fermés. Le jeune Hiroshige fut ainsi très jeune initié aux arts.
À partir de dix ans, ce serait Okajima Rinsai (1791-1865) qui lui aurait appris la peinture traditionnelle Kanō. Un rouleau intitulé Procession des insulaires de Luchu a été retrouvé et certains experts l'ont attribué à Hiroshige. Il n'avait alors que dix ans. Ce qui est sûr, c'est que le shogunat a bien reçu en 1806 un ambassadeur des îles Luchu venu lui rendre hommage. Pour ceux qui l'ont eu entre les mains, le dessin démontre un talent particulièrement précoce.
Il perd ses parents très tôt et presque simultanément : d'abord sa mère, et un an plus tard, son père. Hiroshige a alors quatorze ans. Son père venait, après trente-cinq ans de service, de lui léguer sa charge un an avant sa mort, en 1809. Il a tenu sa fonction de pompier sans trop de difficultés dans la mesure où la caserne ne devait protéger du feu que le château du shogun. Ce qui lui laissa du temps pour sa passion : le dessin. Il a essayé d'entrer à l'école d'Utagawa Toyokuni (1769-1825), un des maîtres de l'estampe et a été refusé, car Toyokuni avait déjà trop d'élèves.
À quatorze ans, il est accepté dans l'atelier d'Utagawa Toyohiro (1773-1828), qui fut à l'origine du développement de l'estampe de paysage. Il y apprit les styles Kanō et Shijō. Un an après (en 1812), il fut honoré du nom de pinceau d'Utagawa Hiroshige. Et en 1828, à la mort de son maître, il reprit l'atelier sous le nom de Toyohiro II.
Jusqu'en 1829, il se consacre principalement aux portraits, tout comme ses prédécesseurs avant lui : femmes, acteurs, guerriers. Tatsujiro Nakamura, dans son livre Hiroshige Wakagaki (Les Premières Œuvres d'Hiroshige) de 1925, montre des estampes de 1822 nommées Uchi to soto sugata hakkei et Goku saishiki imayo utsushiye représentant des portraits de femmes. Or, son travail porte plus l'influence d'Eisen que celle de son maître Toyohiro.
Le véritable tournant de sa vie aura lieu en 1832 lorsqu'il peut léguer à son tour à Nakajiro, son fils ou son oncle (la parenté exacte n'a jamais pu être établie) la charge de pompier et se consacrer exclusivement à son art. La mort de Toyohiro en 1829, et le fait qu'Hokusai ait déjà ouvert la voie de la peinture de paysage en en faisant un genre à part entière, va lui ouvrir de nouvelles perspectives. La demande devient forte pour les représentations de paysages.
Il commence sa carrière de paysagiste avec Lieux célèbres de la capitale de l'Est, en 1831-1832, mais c'est sa série, Les Cinquante-trois Étapes de la route du Tōkaidō, qui le lance et lui vaut la célébrité immédiate en 1833-1834.

### La route du Tōkaidō, un succès instantané dans la peinture de paysages

#### Une reconnaissance subite
Les Cinquante-trois Stations de la route du Tōkaidō, recueil de cinquante-cinq estampes, représente les cinquante-trois étapes qui reliaient Edo, la capitale du shogun, à Kyōto, la ville impériale (soit cinquante-trois étapes intermédiaires, auxquelles il convient d'ajouter Edo au départ, et Kyoto à l'arrivée).
L'édition Hōeidō des Cinquante-trois Stations du Tōkaidō est le bestseller de l'ukiyo-e avec un tirage de plus de 10 000 exemplaires et valut à Hiroshige la renommée immédiate au Japon comme peintre paysagiste (Hiroshige avait été rebaptisé par ses contemporains : « le peintre du Tōkaidō »), et plus tard, dans le monde entier. C'est son ouvrage le plus connu et il a souvent été reproduit ou imité depuis. Devant le succès, d'autres versions (une trentaine, de qualité et de longueur très différentes) verront le jour, certaines ne représentant que quelques stations.

#### L'origine de la série
Chaque année, une délégation se rendait à Kyoto pour rendre hommage à l'empereur en lui offrant des chevaux. Sur ordre du shogunat d'Edo, Hiroshige est chargé d'accompagner le gouvernement des Tokugawa faisant le périple, et fixe en chemin sur le papier les moments importants. En route, il fait des croquis qu'il reprend pour en faire des estampes une fois de retour à Edo.
Si l'édition Hōeidō — qui comporte 55 estampes en tout — est de loin la série du Tōkaidō gravée par Hiroshige qui acquiert la plus grande notoriété, l'artiste, devant le succès qu'il rencontre, ne se borne pas à elle seule. Il refera près d'une trentaine de versions très différentes sur ce même sujet, qui ne comportent parfois que quelques estampes d'ailleurs. Chacune de ces différentes « éditions » comporte des planches totalement différentes pour chacune des étapes, et constituent autant d'œuvres radicalement distinctes d'Hiroshige, n'ayant pour point commun que de porter sur ce même thème de la route du Tōkaidō.
Ainsi la première étape, Shinagawa, a été illustrée par Hiroshige de neuf manières différentes, la deuxième étape, Kawasaki, connait neuf versions, et la troisième étape, Kanagawa, sera représentée par Hiroshige de huit façons différentes tout au long de sa carrière.

#### Les raisons du succès
À cette époque, dans les années 1830, le commerce et la circulation à travers le pays se développent rapidement. L'offre en moyens de transport tels chevaux et palanquins, ainsi que l'offre en auberges augmentent sans cesse. Les pèlerinages à Ise, à Shikoku, ainsi que les voyages d'agrément prennent de l'ampleur, d'autant plus que les contraintes gouvernementales deviennent moins pesantes. Mais surtout la ville de Kyōto fait l'objet d'une admiration grandissante[réf. nécessaire]. Hiroshige est donc arrivé au moment propice.
À cela, il faut rajouter l'attrait nouveau pour les peintures de paysages, et ce en partie grâce à Hokusai.
Enfin, Hiroshige sait sublimer la beauté naturelle du pays en utilisant le style fukibokashi (permettant des dégradés par bandes ou une absence de motif) ; il y rajoute une touche de « magie » en faisant appel à des atmosphères prenantes impliquant la pluie, la neige, la lune et le brouillard. La dimension lyrique des estampes ainsi que la qualité d'impression parachèvent le tout. À partir de cette période, il multiplie les voyages et les vues de paysages célèbres.

### Une production intense orientée vers les études de paysage
Hiroshige restera toujours fidèle à Edo, sa ville natale : en 1840 ou 1841, il vit dans la rue Ogacho, puis dans la rue Tokiwacho et, enfin, en 1849, il s'installe à Nakabashi Kano-shinmichi, où il mourra plus tard. Évidemment, il ne se contentera pas de ne voyager qu'à l'intérieur d'Edo. De mai à décembre 1841, il se rend dans la région de Kai, en 1852, dans les provinces de Kazusa et d'Awa, et en 1854, il est envoyé une deuxième fois en mission officielle à Kyoto.
De ses périples, on a retrouvé entre autres ses journaux : Journal de voyage (dont une partie a brûlé en 1923), Journal de voyage du temple Kanoyama et Journal du voyage dans les provinces de Kazusa et d'Awa. Ces journaux, les poèmes qu'il contiennent, ainsi qu'un certain humour prouvent qu'il était lettré, contrairement à beaucoup d'artistes de son époque.
On sait également qu'il tire certains haïkus illustrant ses tableaux d'un recueil intitulé Haïkus d'anciens maîtres sur cinq cents sujets. Ceci confirme qu'il apprécie la poésie, aime la lire, et écrire des vers. Une série (Huit vues des environs de Edo) est d'ailleurs commandée à l'instigation d'un poète (Tahaido), qui a financé les éditions d'une série (privée puis publique) où figurent ses poèmes. C'est aussi le cas des Huit vues d'Ōmi qui sont accompagnées de poèmes, et d'un certain nombre d'autres séries où des textes poétiques répondent à l'image.
Mais surtout il en tire une multitude d'estampes qui sont rassemblées dans des recueils : Lieux célèbres de Kyoto, Soixante-neuf Étapes du Kisōkaidō, Huit vues du lac Biwa, Cent vues d'Edo, etc. Il prend soin de sélectionner les meilleurs éditeurs de l'époque, les meilleurs ateliers de gravure et d'impression.
Dans la seconde partie de sa carrière, il utilise davantage le format ōban en présentation verticale, et la profondeur de champ en plaçant les personnages au tout premier plan pour créer des repères spatiaux.
Il utilise beaucoup le style fukibokashi permettant les dégradés de couleur. Dans de nombreuses estampes polychromes, on peut remarquer l'utilisation du bleu de Prusse, ce qui lui valut d'ailleurs le surnom d'Hiroshige le bleu.
Son œuvre compte quelque 8 000 estampes réalisées durant sa vie (fourchette haute de l'estimation, comprenant un bon nombre d'estampes en noir et blanc). Le chiffre exact est difficile à établir avec précision à cause de certaines planches où l'on hésite dans l'attribution, même si elles portent Hiroshige ga, signature reprise par au moins deux de ses successeurs pendant un temps de leur carrière (ce qui ne contrariait sans doute pas les éditeurs). Hiroshige se consacre en très grande partie à deux thèmes :
- D'une manière générale, les paysages ;
- En particulier, Edo, sa ville, dont il fait environ un millier d'estampes.

Mais Hiroshige est un peintre aux talents éclectiques comme le prouvent ses kachō-ga (peintures de fleurs et oiseaux), ses séries sur les poissons, ses scènes historiques, etc.

### La fin de sa vie
Hiroshige a été marié deux fois. Sa première femme meurt en octobre 1839, alors qu'il a quarante-trois ans. Il prend pour seconde femme la fille d'un fermier du village Niinomura, dans la province du Yenshu. Celle-ci, qui a seize ans de moins que lui, meurt en octobre 1876, soit dix-huit ans après la mort d'Hiroshige.
À la fin de sa vie, pas pauvre, mais pas excessivement riche non plus, il vit dans une habitation de cinq pièces, s'inquiétant jusqu'au bout de savoir s'il pourrait rembourser certaines dettes contractées. Sans doute n'est-il pas vraiment attiré par l'argent ou ne sait-il pas le gérer. On a dit d'Hiroshige qu'il était épicurien, mais les seules choses sûres que l'on sait sur cet aspect de son caractère est qu'il aime les repas à l'auberge lorsqu'il voyage et qu'il apprécie le saké, ayant ce penchant en commun avec sa seconde femme.
Hiroshige meurt du choléra le 12 octobre 1858, l'épidémie tuant environ vingt-huit mille autres habitants d'Edo. Peu avant sa mort, pendant l'agonie, il a écrit son dernier poème :
Je laisse mon pinceau à Azuma

Je vais voyager vers les terres de l'Ouest

Pour y observer les célèbres points de vue.
Sa dernière série, Fuji sanj rokkei, était en cours d'édition par Tsutaya. Sa réédition du 6e mois de 1859 comporte un texte de Sankei Shumba : « Hiroshige a livré ses derniers dessins à l'éditeur au début de l'automne, avant de mourir, disant qu'il s'agissait d'une addition de tous ses talents d'artiste acquis de son vivant. »

### Ses élèves
Consacrant un certain temps aux voyages, Hiroshige n'a pas beaucoup de temps à consacrer à la transmission de son talent et à la formation de jeunes élèves. Il pense aussi que les étudiants en art doivent apprendre par eux-mêmes.
Néanmoins, il en a quelques-uns, dont :
- Suzuki Morita (1826-1869), son fils adoptif et époux de sa fille. Il prend le nom d'Hiroshige II de 1858 à 1865, puis après ceux de Shigenobu ou Ryûsho. Il participe certainement à l'élaboration de certaines estampes du maître, dont certaines de Cent vues de sites célèbres d'Edo.
- Andō Tokubei, plus connu sous le nom d'Utagawa Hiroshige III (1843-1894), qui ne laisse pas de traces marquantes par ses œuvres hormis quelques kachō-ga et des planches montrant la transformation du pays sous l'ère Meiji.

## Contexte et début de la décadence de l’ukiyo-e
L'ukiyo-e, en français « images du monde flottant », est né au Japon au XVIIe siècle au sein de la culture urbaine et bourgeoise de la capitale de l'époque, Edo, devenue Tokyo en 1868.
La technique de réalisation de ces estampes consiste en une gravure sur bois : le dessin original au pinceau, le shita-e, est tracé sur une feuille de papier résistant très fin appelé minogami, collée à l'envers sur une planche de bois assez tendre (cerisier, poirier, souvent coupée dans la tranche du tronc — pour plus de résistance aux tirages multiples — ce qui explique les limites du format ōban). Cette planche matrice va être creusée à la gouge pour ne laisser en relief que les traits du pinceau (taille d'épargne). De là on tire autant de feuillets en noir et blanc qu'il faudra de couleurs. L'artiste détermine sur chacun des feuillets la couleur correspondant à des surfaces de vêtements, de feuillages, de mers, de montagnes, etc.
On grave ensuite de la même façon, à partir des feuillets en noir, des planches différentes correspondant à chaque future couleur. On imprime la feuille de papier (papier hōsho) à estamper en l'appliquant successivement (dans un ordre déterminé par l'artiste) sur chaque planche dérivée de la première, repérée sur elle, mais encrée d'une couleur différente, et on frotte légèrement le papier humide avec un baren (fait de fibres et de feuilles de bambou), ce qui requiert beaucoup d'expérience de la part des graveurs et des imprimeurs.
Par superposition de couleurs transparentes (végétales ou minérales), on peut obtenir une grande subtilité dans les tons à partir d'un nombre de couleurs limité. Du jaune sur de l'indigo plus ou moins foncé produit un vert, si l'on y surajoute la planche des ocres à certains endroits, ces endroits prendront une teinte vert-olive foncé, etc.
Parfois, la planche des noirs est utilisée pour le repérage des couleurs, sans être imprimée en noir, ce qui produit un effet d'aquarelle à l'occidentale. Pour les effets de neige, on réserve le blanc du papier, on y ajoute des paillettes de mica, on gaufre certains endroits avec une planche non encrée. Ces effets sont particulièrement perceptibles dans certaines estampes tardives d'Hiroshige, où il emploie en dernier des verts épais ou des rouges couvrants, par exemple, pour faire passer des feuillages au premier plan (ex. planche 52, Akasaka kiribatake, des Cent vues d'Edo), par-dessus le trait noir (ou coloré) du dessin.
L'habileté de l'imprimeur en appuyant plus ou moins avec son tampon, produit les effets de dégradés si souvent exploités pour la mer, le ciel, les gris des arrière-plans de neige, les brouillards. La pluie était tantôt figurée par des rayures noires, tantôt réservée, tantôt surajoutée en encre blanche, tantôt encore suggérée par des balayures de couleur (shōno, dans Les Cinquante-trois Stations du Tōkaidō). Cela supposait entre peintre, graveur et imprimeur une intime complicité artistique. Ceux de l'éditeur Hoeidô ont soigné particulièrement leur travail lors de la première édition du Grand Tōkaidō et ont fait montre d'une grande habileté.
Hiroshige était passé maître, comme Hokusai et leurs contemporains, dans l'exploitation de ces subtilités, que viendront compliquer encore, après le relatif délaissement des couleurs végétales aux teintes fragiles, l'emploi de couleurs opaques à l'aniline et des colorants azoïques venus d'Occident, à partir de 1829 (date à partir de laquelle le bleu de Prusse est importé en grande quantité pour les estampes).
Ces reproductions sur bois gravé étaient d'un coût unitaire relativement faible car la production en petite série en était assez aisée. Les planches s'usant vite, on effectuait d'avance plusieurs tirages sur papier minogami, avant les premières épreuves « commerciales », afin de regraver des bois neufs pour des tirages ultérieurs. Cela explique pourquoi la première édition, gravée à partir du dessin de l'artiste, a souvent plus de finesse que les éditions ultérieures, même soignées, regravées à partir du trait plus épais, moins « sensible », des épreuves de sauvegarde en noir et blanc, dont le noir a parfois un peu bavé.
À cette occasion, avant le retirage, il arrivait que l'artiste retouche l'estampe pour en améliorer la composition : par exemple Nihonbashi (Hoeido) où deux versions différentes existent, comme dans quelques autres planches de la série. On trouve même trois variantes différentes dans certains cas, et la version de départ n'est pas toujours la plus réussie. Pour satisfaire le plus grand nombre d'amateurs, les peintres variaient les formes et les sujets : scènes de la vie quotidienne à Edo, vues de sites célèbres, sujets historiques, paysages, fleurs et oiseaux, illustrations érotiques.
Les estampes dont les Japonais étaient les plus friands à l'époque se nomment :
- Bijin-ga c’est-à-dire des représentations de belles femmes, de courtisanes, de geishas ou encore de serveuses de maisons de thé.
- Yakusha-e, c’est-à-dire la représentation des acteurs les plus populaires du théâtre kabuki.

Au Japon, l'art prend de plus en plus d'ampleur pour atteindre son apogée à la fin du XVIIIe siècle et au début du XIXe siècle.
Mais à la suite des réformes Kansei, et face aux pressions étrangères qui poussent le Japon à s'ouvrir vers le monde extérieur, la politique intérieure est délaissée et plus aucune impulsion nouvelle permettant de régénérer la culture et les arts n'est donnée.
Plus tard, avec l'avènement de l'ère Meiji (1868-1912), le Japon s'ouvre au monde occidental et, en retour, celui-ci commence à pénétrer le Japon. Depuis longtemps déjà, gravures et peintures à l'huile influençaient l’ukiyo-e, avec Okumura Masanobu tout d'abord, dès 1739, puis Toyoharu, et Shiba Kōkan. L'arrivée de la photographie et de la lithographie, accueillies avec enthousiasme, sonnent le glas de l’ukiyo-e. Le retour en grâce ne se fait qu'avec le mouvement de la « nouvelle gravure » (Shin-hanga), à partir des années 1910-1920.
C'est dans ce contexte que s'inscrit Hiroshige et ses contemporains, Kunisada Utagawa (1786-1864), Utagawa Kuniyoshi (1797-1861), Kikukawa Eizan (1787-1867), Keisai Eisen (1791-1848) et le plus connu d'entre tous Katsushika Hokusai (1760-1849).

### Œuvres

#### Recueils d'estampes de paysages
- Lieux célèbres de la capitale de l'Est (Tōto meisho)[13],[14]
- Vingt-huit vues de clair de lune (Tsuki niju hakkei), 1832[15].
- Les Cinquante-trois Stations du Tōkaidō (Tōkaidō Gojūsan-tsugi), 1833-1834 pour la 1re édition, suivie de dix autres éditions allant de la fin des années 1830 à 1857[16].
- Images de sites célèbres à Osaka (Naniwa meisho zue), 1834[17].
- Les Soixante-neuf Stations du Kiso Kaidō (Kiso Kaidō Rokujūkyū-tsugi), 1834-1842[18].
- Huit vues d'Ōmi (Ōmi hakkei-no uchi), trois séries en 1834, 1847-1852 et 1857[19].
- Vues de Kyoto (Kyoto meisho), 1834-1835[20].
- Six rivières Tamagawa (Ginsekai Toto Ju-ni-kei), versions de 1835, 3837, 1857[21].
- Huit vues de Kanazawa (Kanazawa hakkei), 1835-1836[22].
- Vues célèbres de neige, lune et fleurs (Meisho setsugekka), environ 1846[23].
- Restaurants célèbres de la capitale de l'Est (Tōto komei kaiseki zukushi), 1852-1853[24].
- Les Trente-six Vues du mont Fuji (Fugaku-sanjūrokkei), 1852 et 1858[25]. À ne pas confondre avec une série du même nom, éditée entre 1831 et 1833 et réalisée par Hokusai.
- Vues des sites célèbres des soixante et quelques provinces du Japon (Rokujūyoshū meisho zue), 1853-1856[26].
- Cent vues d'Edo (Meisho yedo hiakkei), 1856-1858[27].
- Luttes entre montagnes et mers (Sankai mitate zumo), 1858[28].

#### Estampes représentant des personnes
- Huit vues comparant des femmes et leurs rêves (Soto to uchi sugata hakkei), 1821[29].
- Papiers ornementaux d'après les cent poètes (Ogura nazora-e Hyaku-nin isshu), 1845-1849[30].

#### Triptyques
- Vues célèbres d'Edo (Edo meisho), 1830[31].
- Neige, lune et fleurs, 1857[32].

#### Estampes sur la nature
- Série de poissons (Uwo-zukushi), 1832[33].
- Une sélection de dix fleurs (Tosei rokkasen), 1854-1858[34].

#### Estampes historiques
- Contes de Genji en cinquante-quatre chapitres (Genji monogatari gojuyojo), date inconnue[35].
- L'Entrepôt de loyauté (Chushingura), 1836[36].
- L'Histoire de la revanche des frères Soga (Soga monogatari zuye), 1848[37].

#### Livres d'images (e-hon)
- Souvenirs d'Edo (Ehon Edo miyage), 1850-1867[38].

## Sélection de quelques œuvres majeures
L'ensemble des œuvres commentées en détail dans les présentations d'œuvres individuelles sont actuellement conservées au Riccar Art Museum de Tokyo.

### LesCinquante-trois Stations de la route du Tōkaidō

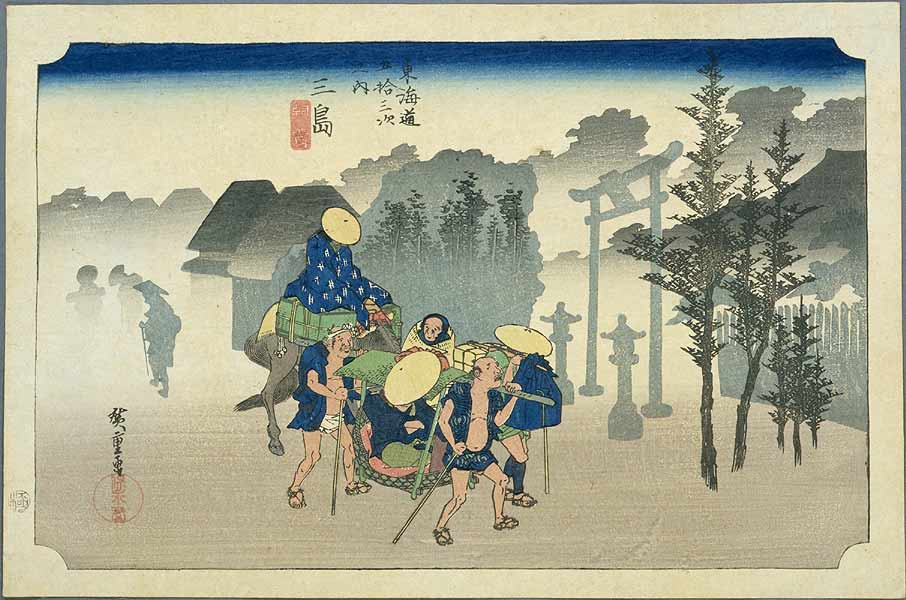
Hiroshige : Mishima, 12e station du Tōkaidō

En 1832, Hiroshige accomplit le voyage de Edo à Kyoto sur la route du Tōkaidō, en tant que membre d'une délégation officielle convoyant des chevaux qui doivent être présentés à la cour impériale.
Les paysages qu'il traverse alors font une impression profonde sur l'artiste, qui dessine de nombreux croquis tout au long du voyage, ainsi que lors de son retour à Edo par la même route. Après son retour chez lui, il commence aussitôt à travailler sur les premières estampes des Cinquante-trois Stations du Tōkaidō. Au total, il produira finalement cinquante-cinq estampes pour la série, les cinquante-trois stations proprement dites, auxquelles il faut ajouter l'estampe correspondant au point de départ et celle correspondant au point d'arrivée.

### Les Soixante-neuf Stations de la route du Kiso Kaidō

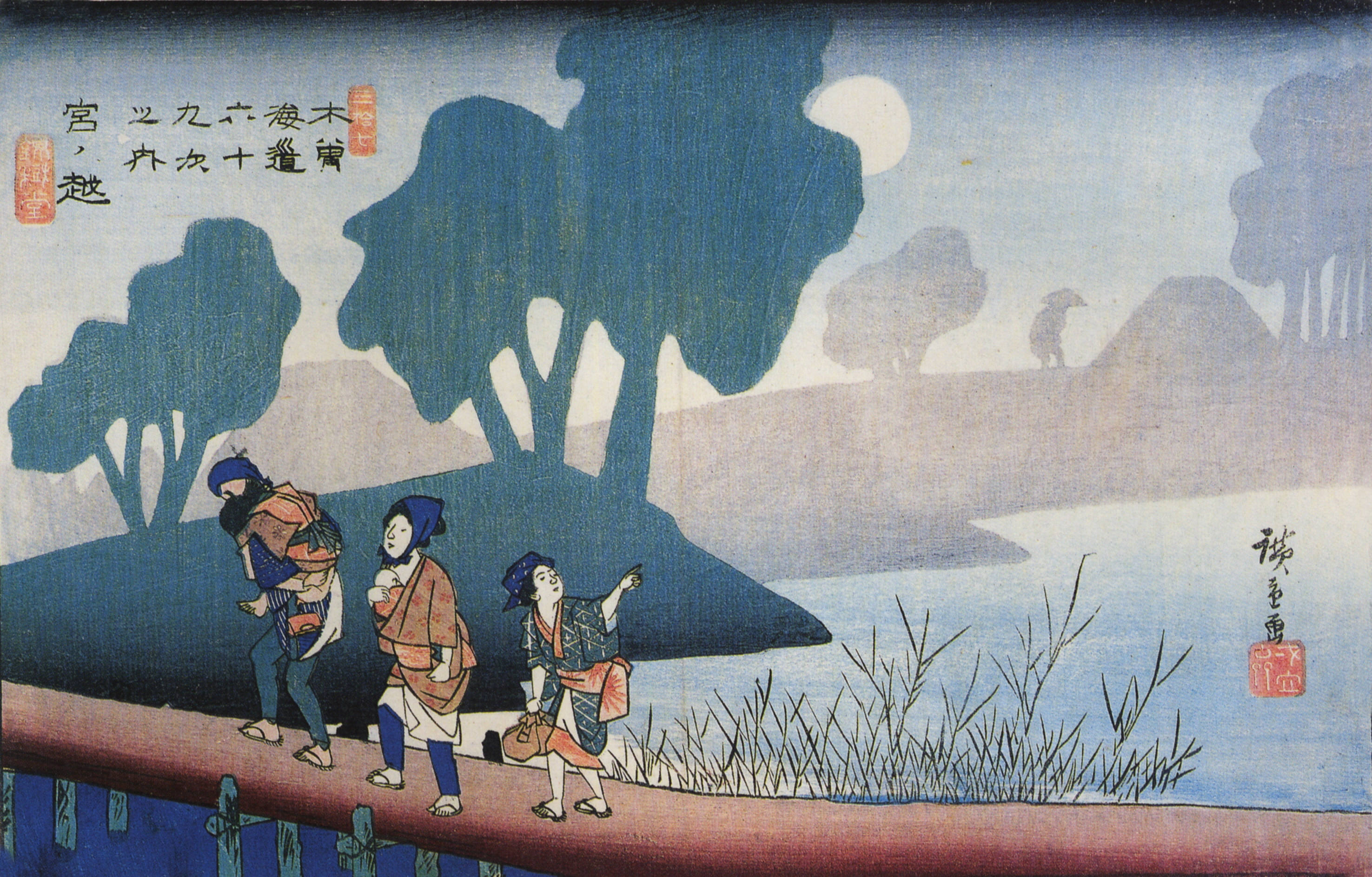
Hiroshige : Miyanokoshi, de la route du Kiso Kaidō

Cette série, tablant sur le succès remporté par Les Cinquante-trois Stations du Tōkaidō (dont Hiroshige dessinera par ailleurs de nombreuses autres visions, y compris au format chuban), dépeint les 69 stations d'une autre grande route, le Kiso Kaido. Cette voie était particulièrement connue à l'époque des shoguns Tokugawa, qui firent construire cinq grands axes, connus sous le nom de Gokaidō, pour faciliter les communications dans tout le pays et, ce faisant, améliorer leur contrôle politique.
La route du Kiso Kaidō, tout comme le Tōkaidō, relie Edo à l'ancienne capitale, Kyōto (où réside d'ailleurs toujours l'empereur), mais par une route passant par les montagnes du centre, et non plus par une voie littorale.
La série des 69 stations du Kiso Kaidō a été peinte en partie par Keisai Eisen. Eisen produisit 23 des stations, plus le point de départ, le Nihonbashi, Hiroshige réalisant le reste de la série du Kiso Kaidō, soit 47 estampes.

### Lekachō-gachez Hiroshige, un art à part entière

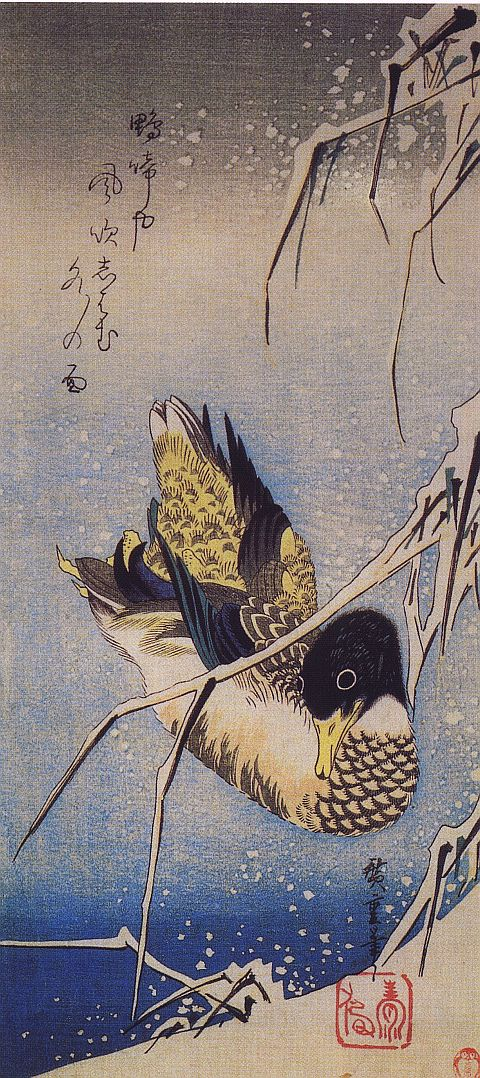
Hiroshige, Roseau sous la neige et canard sauvage (ō-tanzaku-ban) ;, 7 cm ; nishiki-e ; éditeur : inconnu ; environ 3e-5e année de l'ère Tenpō (1832-1834)

Le kachō-ga (l'art de représenter les fleurs et les oiseaux) a toujours été un des thèmes de l'ukiyo-e, mais le nombre d'estampes avait été restreint avant l'ère Tenpō (1830-1844). Ce n'est qu'au cours de cette ère que deux artistes (Hiroshige et Hokusai) ont vraiment élevé cette discipline au même rang que les bijin-ga ou les yakusa-e. Si Hokusai montrait de l'intérêt pour des représentations plus réalistes, Hiroshige préférait au contraire aborder les sujets de manière plus lyrique, plus dépouillée, allant à l'essentiel… un peu à la manière d'un haïku (dont il accompagnait généralement ses peintures d'oiseaux).
Le tableau ci-contre est précisément accompagné d'un haïku : « Le canard sauvage crie. Quand le vent souffle, la surface de l'eau se ride. » Ce poème, comme les autres qu'il a utilisés, n'est pas de lui. Outre ce tableau, Hiroshige a réalisé trois autres illustrations de poèmes sur les canards sauvages, symboles de fidélité.
De l'estampe se dégage une impression de froid glacial : le roseau courbé sous le poids de la neige, l'eau et le ciel semblent se confondre. Si le roseau est sommairement dessiné à la plume, l'oiseau est beaucoup plus détaillé, à l'exception du plumage de flanc (plumage d'hiver) où aucune couleur n'a été appliquée.
Ce style d'estampes est appelé baka-in en raison de la signature. En effet, en regardant attentivement, le carré rouge en bas à droite, on s'aperçoit qu'Hiroshige a signé d'un cerf, shika (à gauche) et d'un cheval, uma (à droite), ce qui peut aussi être lu « baka » (en combinant les deux signes) et qui signifie « idiot ».

### La sérieCent vues d'Edo

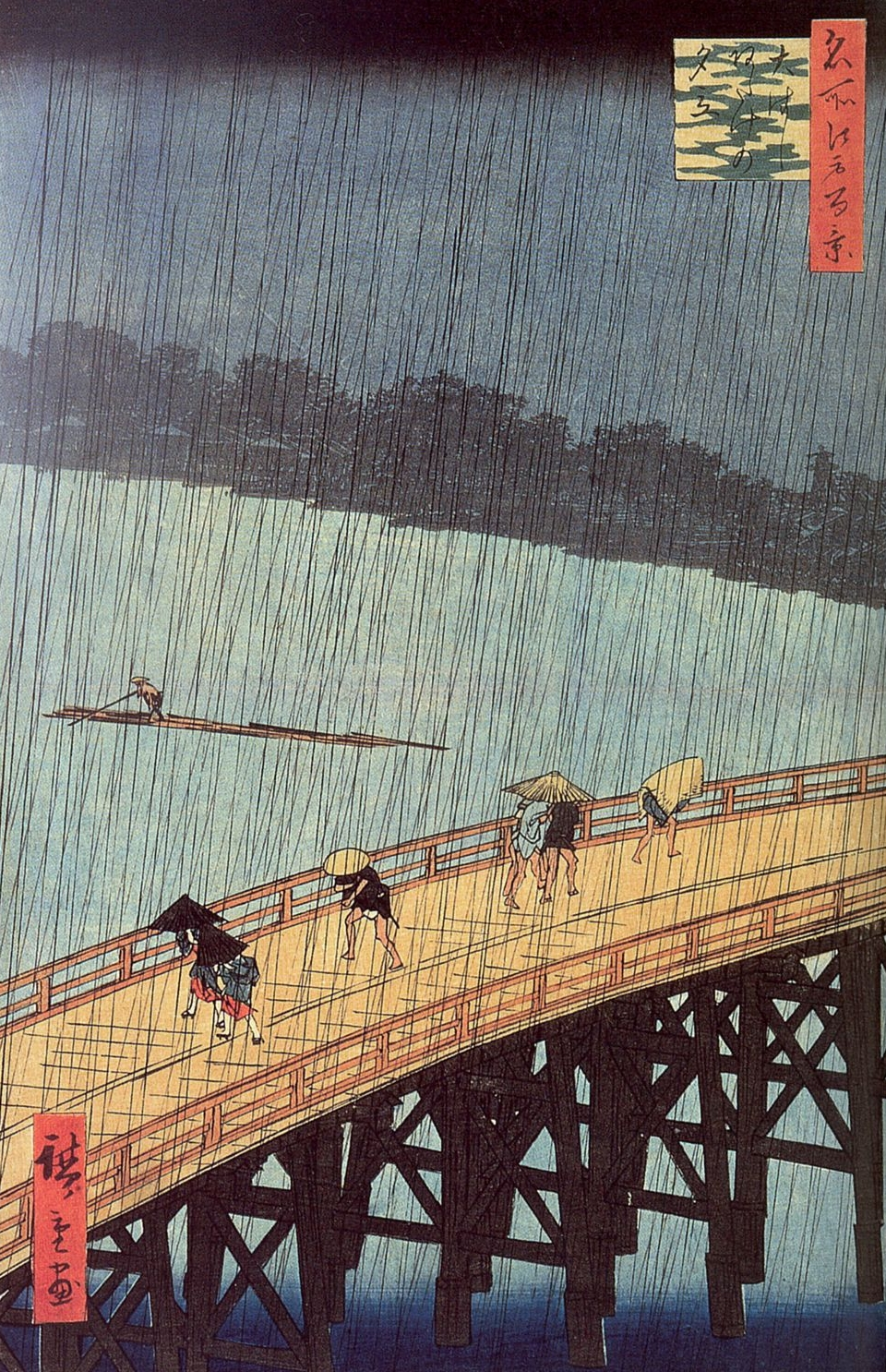
Cent vues célèbres d'Edo, : Averse à Ohashi (« le grand pont »)

Avec Les Cinquante-trois Stations du Tōkaidō et Les Soixante-neuf Stations du Kiso Kaidō, les Cent vues d'Edo sont la troisième série majeure de meisho-e, de « vues célèbres » célébrant les paysages japonais que compte l'œuvre très abondante de Hiroshige. L'ensemble des planches a été réalisé entre 1856 et 1858 (l'artiste mourut durant la parution de la série).
Cette série diffère des deux séries consacrées au Tōkaidō et au Kiso Kaidō, en particulier par le recours à des gravures cadrées verticalement, et non plus horizontalement, ainsi que la mise en retrait de l'humain au profit de plus d'abstraction et d'audace de composition, afin de refléter l'émotion tendue des scènes. Hiroshige recourt notamment à des compositions violemment contrastées opposant un premier plan dramatiquement agrandi (proue de navire, roue de chariot, aigle, poutres…) au paysage en arrière-plan, une manière de suggérer la profondeur,.
Cette série influença de nombreux peintres impressionnistes et postimpressionnistes occidentaux, dont Vincent van Gogh qui fit deux copies de deux planches.

### La sérieNeige, lune et fleurs
La série Neige et lune de Hiroshige comprend plusieurs triptyques de paysages célèbres, peints par Hiroshige.
Ces triptyques se composent chacun de trois feuilles verticales au format ōban. Ils ont été réalisés en 1857, un an avant sa mort.

## L'influence d'Hiroshige sur les peintres occidentaux
À partir des années 1860, l’Extrême-Orient, et en particulier le Japon, devient une source d'inspiration importante (couleurs, perspectives, composition, sujets, etc.) pour le monde occidental et aura pour effet de renouveler en profondeur les arts et l'architecture des pays européens, en ouvrant la période du japonisme. Sous l’ère Meiji, les relations d’échange s’intensifient avec le Japon. Un exemple souvent cité, et d'importance, est la participation du Japon aux expositions universelles de 1862 à Londres, et de 1867, 1878 et 1889 à Paris. Dans le pavillon japonais, les visiteurs découvrent de nombreux objets d'art, par ailleurs mis en vente à la fin des expositions. Le grand public s'y intéresse rapidement.
Mais c'est par le biais des collectionneurs privés (Samuel Bing, Félix Bracquemond et le Japonais Hayashi Tadamasa), de la littérature (Edmond de Goncourt a écrit deux monographies sur des peintres japonais : Outamaro en 1891, Hokusai en 1896 et en avait prévu onze autres avant sa mort, dont une sur Hiroshige) et des « dîners japonais » (réunissant Edgar Degas, Louis Gonse, Edmond de Goncourt, Félix Bracquemond, etc.) que les peintres vont connaître les œuvres japonaises, parmi lesquelles figurent (entre autres) les estampes des peintres de l’ukiyo-e.
De nombreux peintres vont y trouver une source d'inspiration, confortant leur vision propre (Camille Pissarro : « Les artistes japonais me confirment dans notre parti pris ») ou modifiant leur vision de la peinture. Vont ainsi être influencés l'Américain Whistler (La Princesse du Pays de la Porcelaine), Henri de Toulouse-Lautrec (ses affiches, sa signature), Paul Cézanne (La Montagne Sainte-Victoire), Paul Gauguin (la série sur les Tahitiennes), etc.
Mais ce sera aussi le cas de trois peintres de premier ordre, eux-mêmes collectionneurs de centaines d'estampes : Vincent van Gogh, l'artiste qui a été le plus influencé par le Japon, Claude Monet et Alfred Sisley.

### L'influence sur Vincent van Gogh

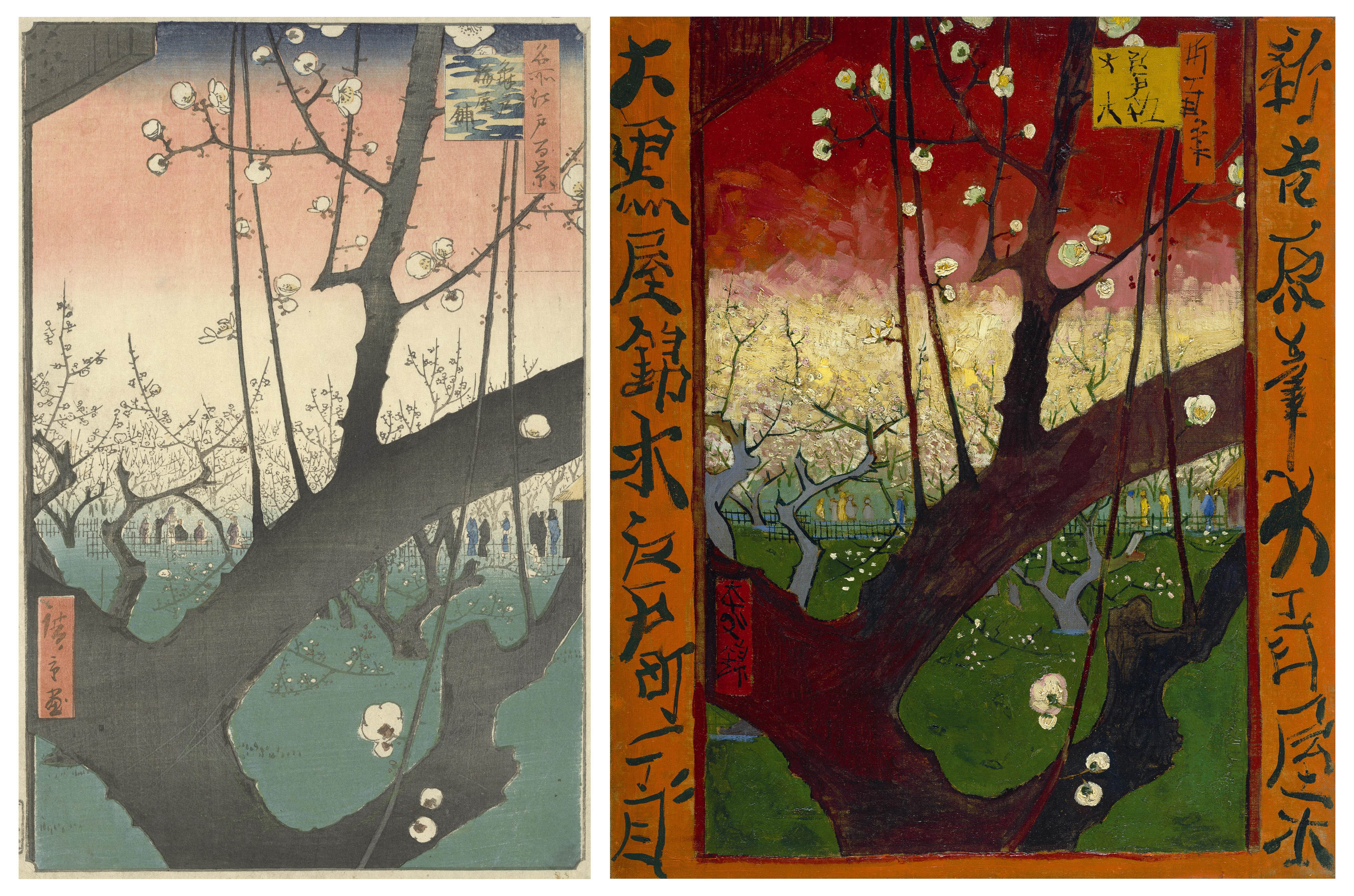
À gauche : Hiroshige, Pruneraie à Kameido ;
à droite : Van Gogh, Japonaiserie : pruniers en fleurs

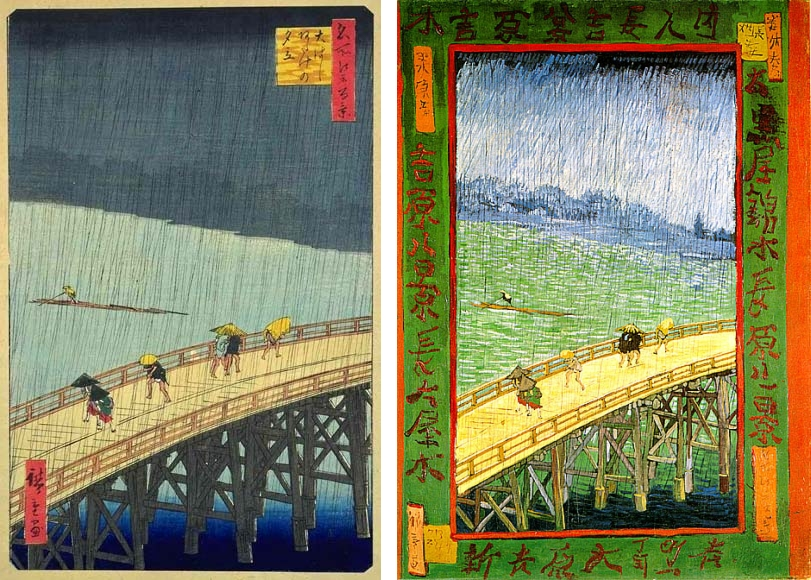
À gauche : Hiroshige, Le Pont Ōhashi et Atake sous une averse soudaine ;
à droite : Van Gogh, Japonaiserie : pont sous la pluie

Vincent Van Gogh est très certainement le peintre européen le plus influencé par la peinture japonaise. En témoignent quelques portraits (Agostina Segatori au café du Tambourin, les portraits du père Tanguy, L'Italienne, néanmoins accommodés à la mode occidentale), mais aussi ses Iris très fortement inspirés d'Hokusai (Iris et cigale de 1832, par exemple), ses arbres, etc.
Amateur d'estampes, il en a collectionné plusieurs centaines, dont douze sont d'Hiroshige.
Au cours de l'été 1887, il a retranscrit littéralement trois estampes japonaises :
- La Courtisane d'après Keisai Eisen (1790-1848). À proprement parler, la reproduction ne représente que la femme sur fond ocre, Van Gogh ayant rajouté l'épaisse bordure décorée d'un étang orné de nénuphars et de tiges de bambou. Il avait trouvé l'image en couverture d'un numéro du magazine thématique Paris illustré en 1886 (numéro préparé par Hayashi Tadamasa).
- Le Prunier en fleurs et Un pont sous la pluie d'après Utagawa Hiroshige (voir reproductions ci-contre), qu'il possédait.

Admiratif et vantant la dextérité des artistes japonais, il écrivit à son frère Théo : « Leur travail est aussi simple que de respirer et ils font une figure en quelques traits sûrs avec la même aisance, comme si c'était aussi simple que de boutonner son gilet. »
C'est que dans la bonne société, l'effet de mode japonisante amenait à se vêtir de kimonos, installer des paravents dans les salons, s'initier à la cérémonie du thé.
Van Gogh va beaucoup plus loin. Durant son séjour à Anvers, il décore sa chambre dans le style de l'ukiyo-e ; à Paris, il va au magasin du collectionneur Samuel Bing, et présente au printemps 1887, au café du Tambourin à Montmartre, une exposition d'estampes japonaises collectionnées avec son frère Théo.
L'imitation des trois œuvres susmentionnées avait pour but de s'imprégner du style japonais. À partir de ce moment-là, Van Gogh va apposer sur ses toiles des couleurs souvent non mélangées et, surtout, verra dans les estampes une justification à sa propre utilisation du noir, quasi bannie par les autres peintres impressionnistes. Il réintroduira la valeur propre du trait pour délimiter des plans ou des objets, et leur donner de la vigueur. Outre les sujets, il s'inspirera aussi de l'utilisation de l'espace par les peintres japonais, de la vivacité qu'impriment au tableau les courbes et les torsades (voir les tourbillons de Naruto, les torsions des pins et des arbres en général, des nuages, voire des surgissements rocheux, ces « veines du dragon » sous-tendant les compositions d'Hokusai comme la fameuse Vague), de la dialectique entre « ici » et « là-bas » (particulièrement exploitée par Hiroshige avec ses premiers plans qui repoussent les lointains) et de la perspective aérienne orientale, issues, pour les peintres japonais, de l'esprit du zen.

### L'influence sur Claude Monet

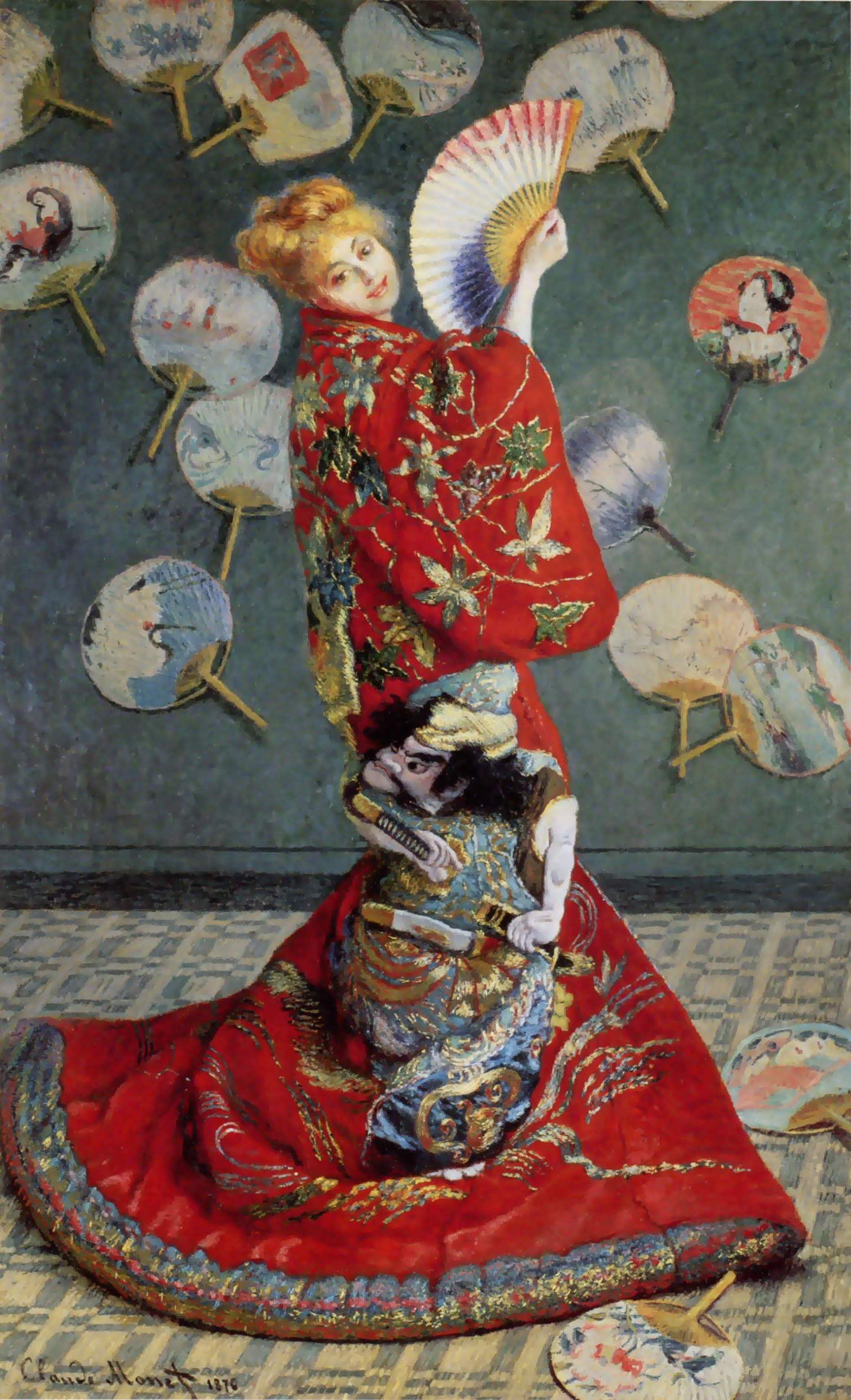
Claude Monet : Madame Monet en costume japonais

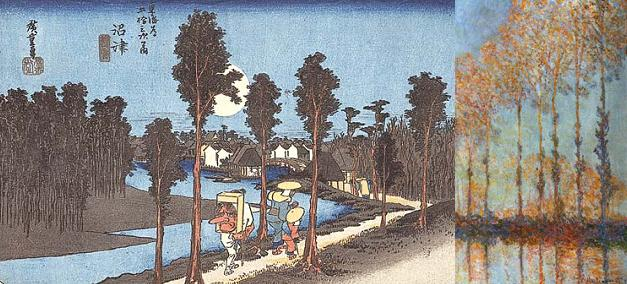
À gauche, Hiroshige : Numazu, crépuscule ;
à droite, Claude Monet : Peupliers sur l'Epte (1891)

Il est avéré que Claude Monet a largement été inspiré par les peintres japonais : il participait aux « dîners japonais » organisés par Samuel Bing, parlant de l'art japonais avec d'autres peintres et écrivains, côtoyait Hayashi Tadamasa, se rendait à la galerie Durand-Ruel à Paris dans les années 1890… Et ses tableaux s'en ressentent. Une des preuves les plus flagrantes est certainement le portrait de sa première femme (Camille Doncieux) habillée en Japonaise (voir illustration), mais d'une manière générale, il a repris aux artistes japonais certains jeux de couleurs, certains thèmes ainsi que le mouvement et le cadrage.

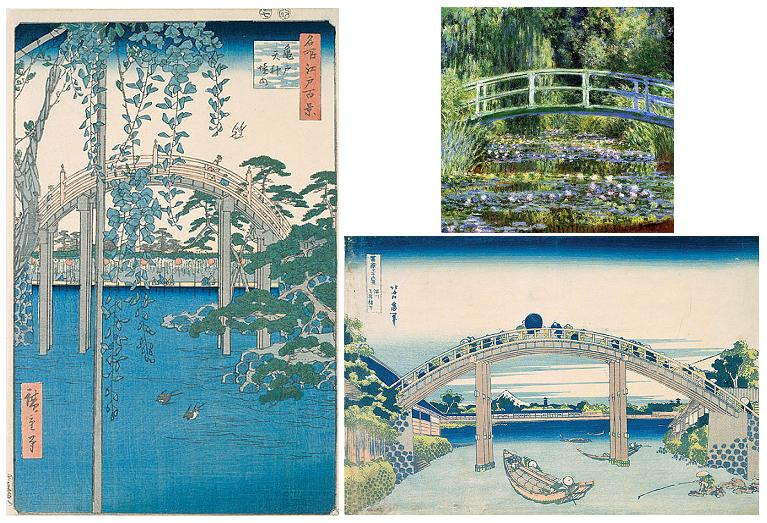
À gauche : Hiroshige, À l'intérieur du sanctuaire Kameido-Tenjin (à Tokyo) ;
à droite, en bas : Hokusai, Sous le pont Mannen à Fukagawa ;
à droite, en haut : Claude Monet, Le Bassin aux nymphéas, harmonie verte

En revanche, il est douteux qu'il ait repris directement l'idée (idée facile, pourtant largement répandue) de ses « séries » (cathédrale de Rouen, meules de foin, peupliers, la Tamise à Londres, Venise, etc.) aux peintres japonais, pour la raison que son ambition était autre. Là où les Japonais représentent un endroit par différents points de vue (voir les Trente-six Vues du mont Fuji d'Hokusai par exemple), à des moments différents, et font jouer les heures de la journée, les éléments naturels (neige, pluie, vent, orage), Monet préfère peindre un lieu sous le même angle (ou presque), se concentrant sur la manière de représenter l'atmosphère, l'ambiance, la lumière et de retranscrire les émotions fugaces ressenties au moment de la peinture (même si certaines lui ont pris des semaines, l'émotion étant retranscrite a posteriori).
Monet a été influencé par les peintres japonais d'une manière générale, certes, mais ses deux références furent essentiellement Hokusai et Hiroshige. Si on ressent l'influence d'Hokusai pour les nénuphars, si celle d'Hiroshige ressort sur les représentations de pont (le modèle « physique » étant le pont japonais que Monet s'était installé dans son jardin de Giverny) ou de peupliers (voir illustrations comparatives), ce n'est pas à ces proximités de composition anecdotiques qu'il faut s'arrêter : plus globalement, c'est le type d'attention que les peintres japonais apportaient au monde, aux paysages, aux végétaux, aux personnes, c'est le souci du climat psychologique, de la variabilité de la vision suivant le moment et l'humeur, qui l'ont imprégné. Monet (ou Whistler) et les impressionnistes en général, sont, à travers la leçon des peintres d'estampes tels qu'Hiroshige, à travers l’ukiyo-e, devenus particulièrement sensibles à ce que la vision du « présent changeant du monde » reflétait de l'être humain, dans des moments précieux, irreproductibles, mais fixables par l'art. Ils ont appris des images japonaises qu'il pouvait exister un mode d'expression capable de renouveler leur peinture, cette « vision du monde flottant », un mode d'expression à même de traduire et de fixer, paradoxalement, d'une façon neuve les subtilités des variations de l'âme humaine.

### L'influence sur Alfred Sisley

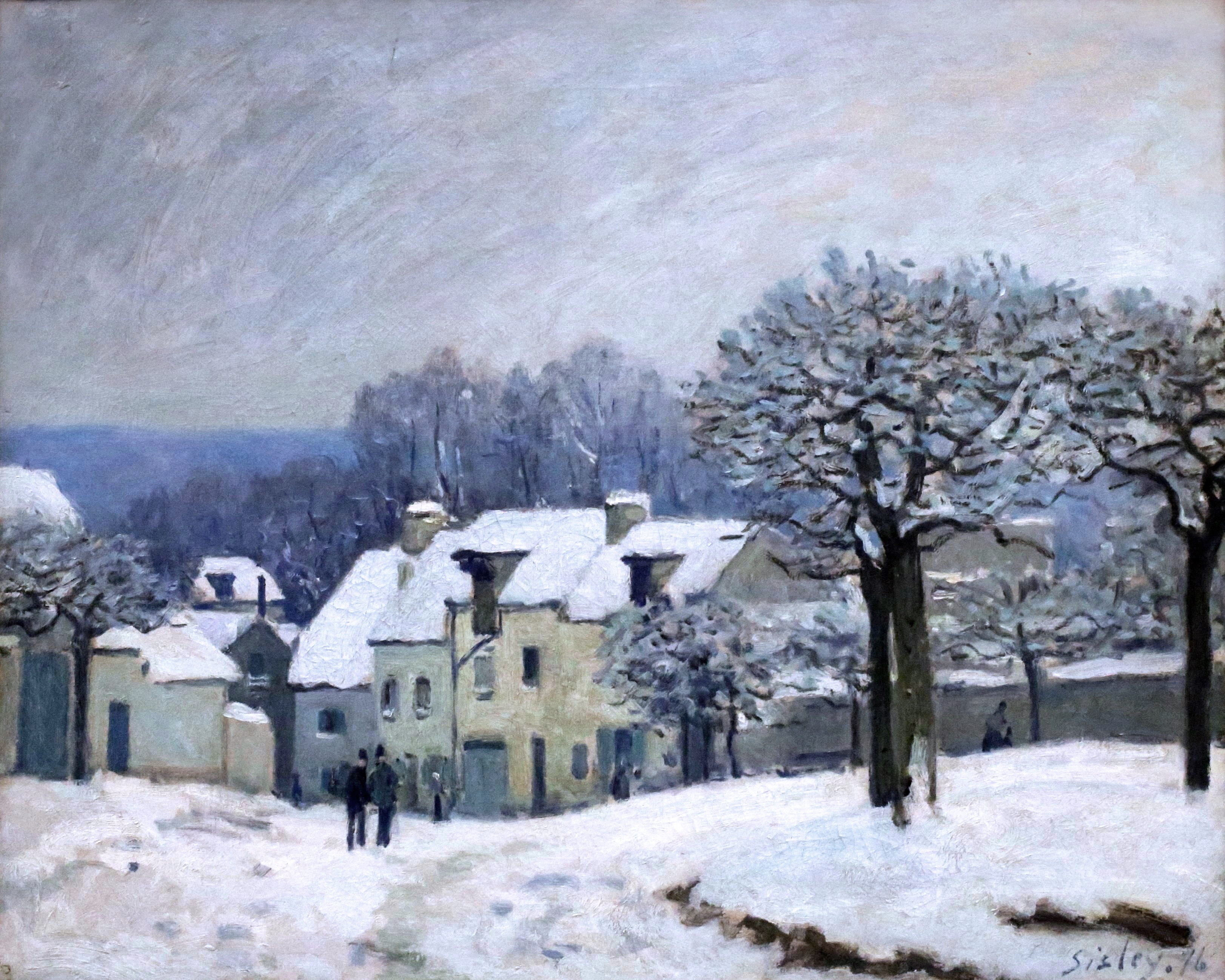
Alfred Sisley, La Place du Chenil à Marly, effet de neige (1876)

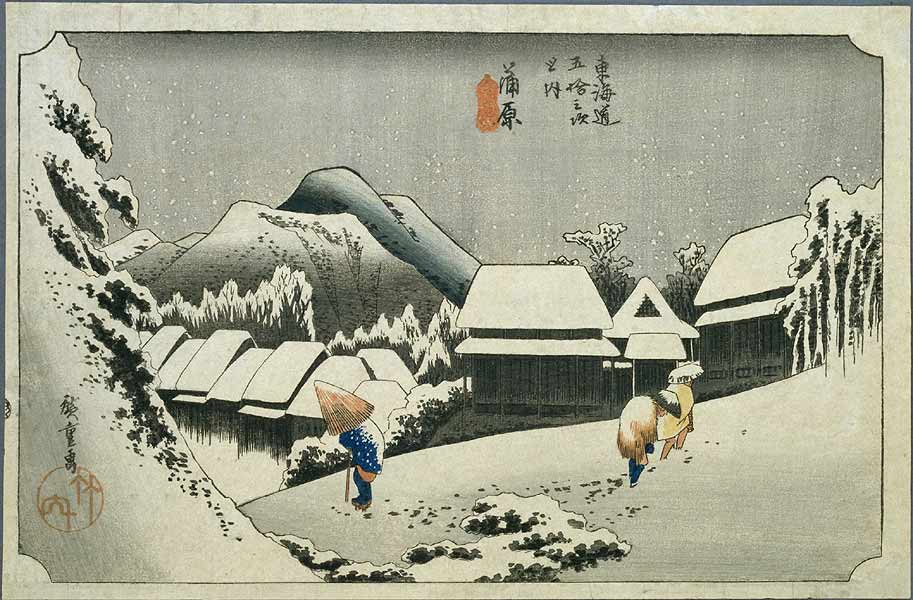
Utagawa Hiroshige 16e vue, des Cinquante-trois Stations du Tōkaidō : Nuit de neige à Kambara ; yoko-ōban,, 3 cm ; nishiki-e ; éditeur : Takeushi Magohachi ; environ 4e-5e année de l'ère Tenpō (1833-1834)

Dans certains des tableaux d'Alfred Sisley, on peut percevoir une influence marquée par l'art japonais. Richard Shone rapproche La Place du Chenil à Marly, effet de neige par Sisley de Nuit de neige à Kambara par Hiroshige.